# Брезовичка
Брезовичка (слч. Brezovička) насељено је мјесто са административним статусом сеоске општине (слч. obec) у округу Сабинов, у Прешовском крају, Словачка Република.

## Становништво
| Година:    | 1994. | 2004.   | 2014.   | 2024.   |
| ---------- | ----- | ------- | ------- | ------- |
| Број људи: | 395   | 422     | 424     | 416     |
| Разлика:   |       | +6,83 % | +0,47 % | -1,88 % |

| Година:    | 2023. | 2024.   |
| ---------- | ----- | ------- |
| Број људи: | 406   | 416     |
| Разлика:   |       | +2,46 % |

Према подацима о броју становника из 2011. године насеље је имало 430 становника.